# جازارينج أوف ديفيلوبرز
جازارينج أوف ديفيلوبرز (بالإنجليزية: Gathering of Developers)، هي شركة أمريكية سابقة لتطوير ألعاب الفيديو، تأسس الشركة سنة 1998، وأعلنت حلها سنة 2004، وكان مقرها بولاية تكساس الأمريكية.